# ドラバラPUSH
『ドラバラPUSH』（ドラバラプッシュ）は、日本テレビで、2008年4月4日から2008年8月1日まで毎週金曜日の14:55 - 15:50（JST）に放送されていた番組宣伝番組のタイトルである。

## 概要
- 同時間帯（平日13:55 - 15:50）で、2007年10月1日から放送された再放送枠『ドラバラZONE』が、2008年3月28日で終了。『ドラバラZONE』の前番組にあたり、2007年9月28日まで放送してきた『ザ・ワイド』以来半年ぶりに、再度この時間帯で情報番組を設けることになった。14時台には、読売テレビ（ytv）制作の『情報ライブ ミヤネ屋』を最初の1時間だけ同時ネットし、月曜日から木曜日の15時台には『アナ☆パラ』を新設した。
- しかし金曜日には、16時台後半に放送されているテレビアニメの『それいけ!アンパンマン』など、放送時間の移動が困難な番組があることから、『アナ☆パラ』を放送できない。そこで、この余った金曜日15時台に新設されたのがこの“ドラバラPUSH”である。
- 内容は、『ドラバラZONE』で行ってきたテレビドラマやバラエティ番組の再放送ではなく、2007年10月5日から2008年3月28日まで、同曜日16時台前半枠で放送してきた『ドラバラPLUS』と同じ番組宣伝が中心となっている。